# میشل پیرس
میشل پیرس یک بازیگر آمریکایی است.

## زندگی و حرفه
پیرس در پالو آلتو، کالیفرنیا متولد شد. او دو خواهر و یک برادر دارد. مادربزرگ او هلن بری، ستاره بسیاری از فیلم‌های صامت در اوایل قرن بیستم بود.
در ۲ مارس، ۲۰۱۰، پیرس ساخته شده او را به عنوان یک شخصیت در محدوده زمانی معین در اولین CBS را نشان می‌دهد NCIS، بازی دوست دختر (بعد نامزد و در حال حاضر همسر) از سری شرکت ستاره برایان Dietzen شخصیت‌ها جیمی پالمر.